# Cuarteto de cuerda n.º 10 (Beethoven)

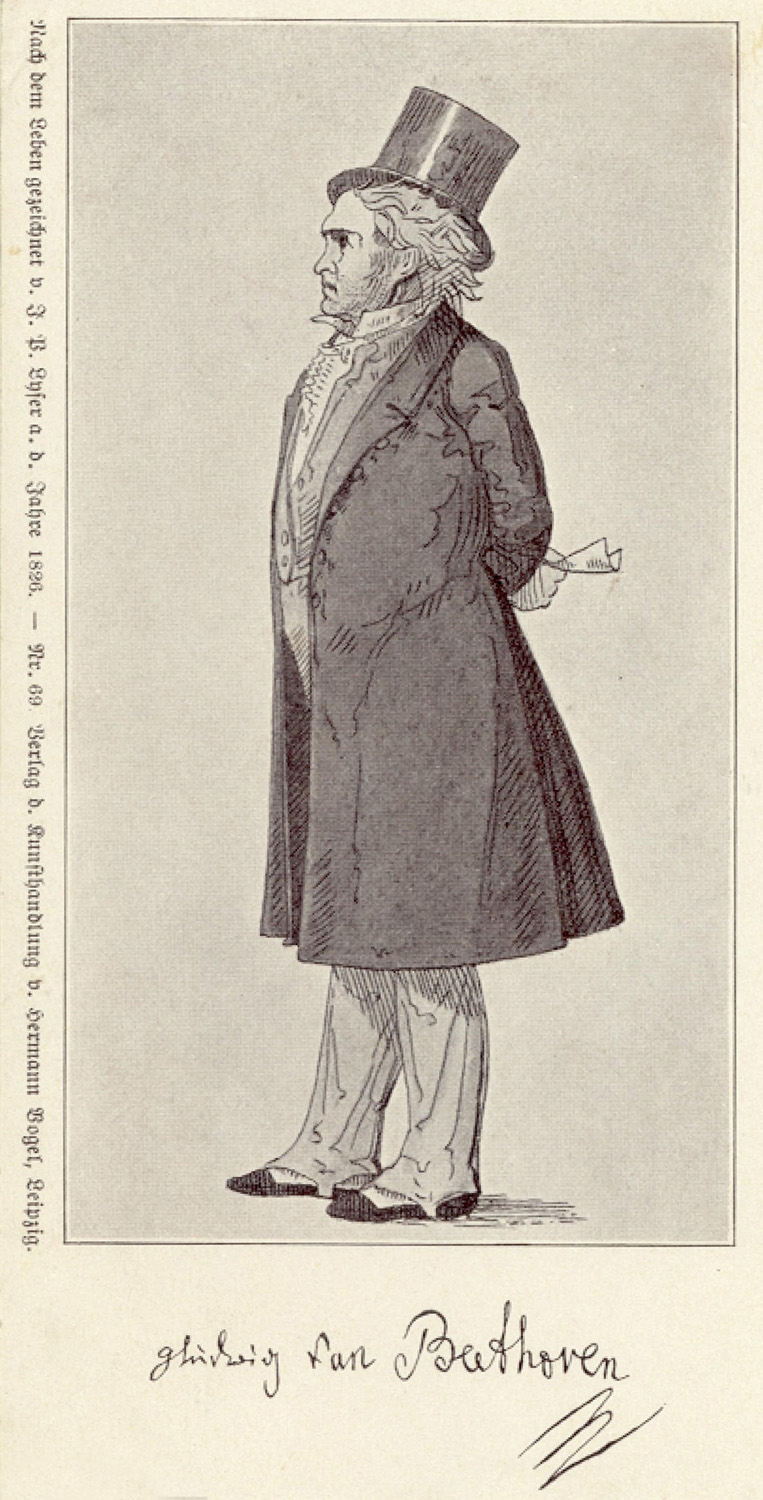
Beethoven en 1812

Más conocido como Harfenquartett (Cuarteto de las Arpas), el cuarteto para cuerdas no. 10 en mi bemol mayor, fue publicado en 1809 como Opus 74.
Beethoven lo dedicó al príncipe Ferdinand Lobkowitz.

## El nombre y la composición

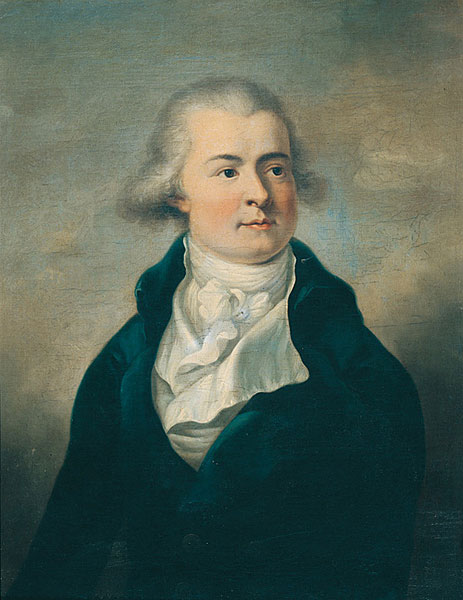
Franz Joseph Maximilian von Lobkowitz

Como sucede con muchas de las obras de Beethoven, este cuarteto no fue bautizado por el artista, sino 
por su editor cuando lo publicó por primera vez, en 1809. La denominación “de las arpas” se refiere a las secciones en pizzicato, características del Allegro del primer movimiento, en el cual dos miembros del cuarteto alternan notas en arpeggio, evocando los despuntes de un arpa. 
Beethoven compuso el cuarteto en 1809, dos años y medio después del Cuarteto de cuerda número 9 en do mayor, op. 59.3, el tercer cuarteto "Rasumowsky", y lo dedicó al príncipe Franz Joseph Maximilian von Lobkowitz, que era uno de sus primeros y principales mecenas y destinatario de los cuartetos. Op. 18.  
Poco antes de la composición del Cuarteto, Op. 74, Viena fue asediada por las tropas francesas en mayo de 1809. Beethoven incluso buscó protección contra el ruido de los cañones en el sótano de su hermano Kaspar Karl. Debido al asedio francés, Beethoven solo pudo comenzar su estancia habitual de verano en Baden en agosto, donde compuso el cuarteto, junto con el concierto para piano n.º 5 en mi bemol mayor op. 73 ("Emperador") y la sonata para piano n.º 26 en mi bemol mayor op. 81a (Les Adieux).
La concepción más simple del Cuarteto de Cuerdas n.º 10 que los cuartetos "Rasumowsky" supone que Beethoven se dirigía a un público de conciertos predominantemente de clase media con este cuarteto, especialmente porque las conquistas del general francés Napoleón Bonaparte fueron el fin de la cultura aristocrática de salón, que también incluía a los nobles mecenas de Beethoven.

## Análisis formal de los movimientos

### Primer movimiento (Allegro poco adagio)
Este movimiento es en forma de sonata.
 Introducción 
 Exposición (mm. 25-77)
Primera área tonal, en mi bemol (mm. 1-29).
Pizzicati. Transición a la segunda área tonal. 
Segunda área tonal, si bemol (mm. 52-)
Cierre (mm. 70-77)
En armonía con la tradición, hay una repetición de esta exposición corta.
 Desarrollo (mm. 78-139)
 Recapitulación  (mm. 140-205)
 Coda  (mm. 206-262)
Esta coda, bastante larga, es una característica típica de Beethoven.

### Tercer movimiento (Presto)
Este movimiento es en forma de Scherzo. 
Scherzo en do menor (mm.1-76)
Trío en do Mayor (mm. 77-169) 
Scherzo (170-245)
Trío (246-338)
Scherzo (339-467)

### Cuarto movimiento (Allegretto con Variazioni)
Regreso a mi bemol mayor.
Este es un tema y variaciones ornamentales, siguiendo la forma típica.
La coda comienza en el m. 142.

## Discusión
El primer movimiento, de casi diez minutos de duración, es uno de los mejores ejemplos del manejo de la tensión musical por Beethoven. La introducción corta del adagio (24 compases largo) no se integra temáticamente de manera firme con el resto del movimiento; cumple una función similar a la Introducción del primer movimiento del Op. 59 No.3. 
Los motivos principales del Allegro son la melodía lírica que aparece al principio, y los arpeggios del pizzicato interpretados por dos instrumentos que se acompañan repitiendo las octavas, (o corcheas llamadas quavers en la terminología británica), interpretadas por los otros dos. Al principio, estos dos temas aparecen temáticamente y sin relación rítmica. Es sólo pasados cincuenta compases cuando el oyente descubre que el verdadero propósito de Beethoven está en que sean tocados simultáneamente, por debajo de una parte frenética del violín, para generar el clímax del movimiento.